# 薛若琳
薛若琳（1939年6月1日—2021年8月19日），中国戏剧评论家、宗教戏剧研究专家，中国艺术研究院原副院长，中国戏剧家协会原副主席、顾问。